# شحادة بن عبد الله اليازجي
شحادة بن عبد الله اليازجي، شاعر ومدرس ومترجم سوري ولد في سوريا، عام 1404-1319هـ/ 1983-1901م. أفنى عمره للتدريس فاشتغل مدرسا للغة العربية في مدارس حمص وطرطوس ودمشق طيلة نصف قرن. وفاز بجائزة لترجمته قصيدة الفونس دي لامارتين المسماة «البحيرة» التي نشرت في «المجلة العربية».

## السيرة الذاتية
ترجع جذور الشاعر إلى عائلة اليازجي، (ياظجي) هي كلمة من اللغة التركية وتعني «الكاتب» وهو اللقب الذي عُرفت به هذه الأسرة منذ أوائل القرن الثامن عشر، وحتى الآن. وتعتبر أسرة اليازجي مؤسسة ضخمة في التأليف الشعري حيث يتفرع منها العديد من الأسماء المؤثرة في الأدب العربي ومنها ناصيف اليازجي ووردة اليازجي وإبراهيم البازجي. 
ولد شحادة في قصبة مرمريتا وهي كبرى قرى وادي النصارى في محافظة حمص، سوريا وهو أكبر أبناء الشاعر عبد الله السليم اليازجي. تلقى تعليمه الابتدائي والإعدادي في بلدته، والثانوي في مدرسة الغدير (الإخوة) بطرابلس. تمكن من اللغتين العربية والفرنسية وبدأ يترجم من الفرنسية في مراهقته.  بدأت ملكته الشعرية بالنمو من عمر الرابعة عشرة، حيث قام اليازجي بتجميع أشهر القصائد للعديد من الشعراء الفرنسيين وترجمتهم، وتم تجميعهم في ديوان سمي «القطرات» وقد كتب مقدمته العلامة اللغوي ابراهيم المنذر. كما قام ببناء مدرسة في قريته من أرباح مسرحية «السيد» للشاعر بيير كورني التي قام بترجمتها. ووافته المنية عن عمر يناهز الاثنان وثمانون (82) قبل أن يكمل ديوانه الشعري «اليازجيات» وينشره.

## المؤلفات

### دواوين شعرية
- ديوان القطرات، مطبعة الإرشاد باللاذقية - 1946.
- ديوان الخلجات، أصدره بخط اليد - 1982
- ترجمة مسرحية «السيد» [3]

### عناوين القصائد
- أأنت أم الثغر؟
- ظالم يتظلم
- بعد اللهيب
- مسك الختام